# Wissadula amplissima
Wissadula amplissima är en malvaväxtart som först beskrevs av Carl von Linné, och fick sitt nu gällande namn av R.E. Fries. Wissadula amplissima ingår i släktet Wissadula och familjen malvaväxter. Inga underarter finns listade i Catalogue of Life.

## Bildgalleri

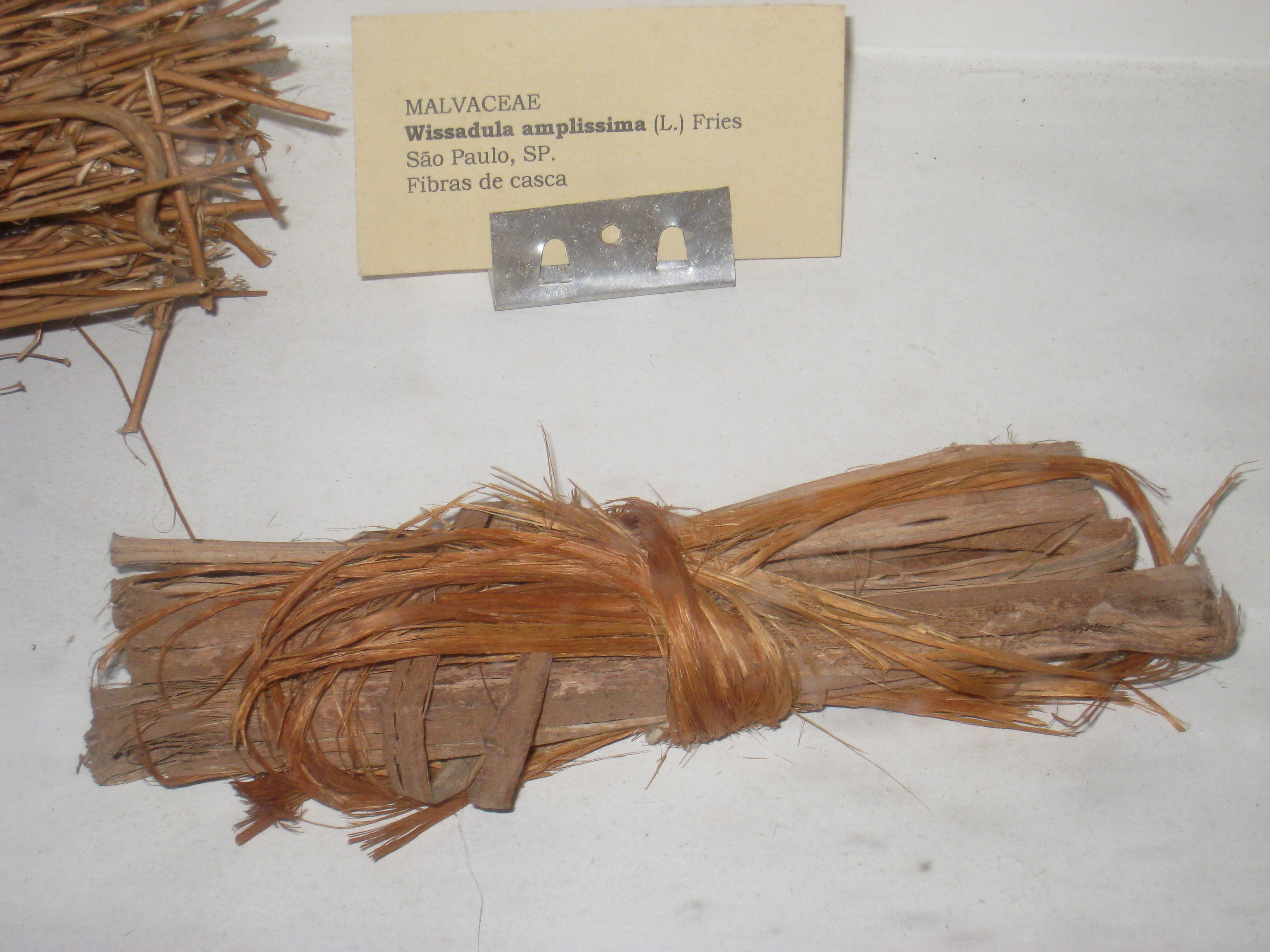